# Маргарета фон Вайлнау
Маргарета фон Вайлнау (на немски: Margareta von Weilnau, Margareta von Diez-Weilnau; * ок. 1238/пр. 1250, Алт Вайлнау, Хесен-Насау; † сл. 1277) е графиня от Диц-Вайлнау и чрез женитба господарка на Вестербург и замък Рункел в Хесен.

## Произход
Тя е дъщеря на граф Хайнрих IV фон Диц-Вайлнау († сл. 1281) и съпругата му Луитгарт фон Тримберг († 1297), дъщеря на Албрехт фон Тримберг († 1261) и Луитгард фон Бюдинген († сл. 1257), дъщеря на Герлах II фон Бюдинген († 1245) и Мехтхилд фон Цигенхайн († 1229).

## Фамилия
Маргарета фон Вайлнау се омъжва пр. 17 юни 1263 г. за Зигфрид V фон Рункел-Вестербург († сл. 1289), най-малкият син на Дитрих I фон Рункел († сл. 1226), внук на Зигфрид III фон Рункел († сл. 1227) и дъщерята на граф Емих II фон Лайнинген († 1141). Те имат осем деца:
- Маргарета, омъжена за Ренварт фон Щраленберг († 1355)
- Зигфрид († ок. 1291; † 2 декември 1327), каноник във Вюрцбург и Майнц
- Хайнрих († сл. 1317), в Свещения орден в Нида
- Елизабет († пр. 1 октомври 1346), абатиса на Св. Урсула в Кьолн
- Гертруд († сл. 1327), монахиня в Есен (1305 – 1327)
- Дитрих II фон Рункел (* ок. 1269; † 1352), господар на Рункел, женен пр. 23 юни 1312 г. за Агнес фон Даун († 1331)
- Еберхард
- Тилман

## Галерия
- Герб на графовете на Диц (два златни леопарда)
- Герб на графовете на Вайлнау